# Stanisława Walasiewiczová
Stanisława Walasiewiczová (3. dubna 1911 – 4. prosince 1980) byla polsko-americká atletka, sprinterka.
Na olympiádě v Los Angeles v roce 1932 se stala olympijskou vítězkou v běhu na 100 metrů. Na další olympiádě v Berlíně roku 1936 získala na stejné trati stříbrnou medaili. Na obou olympiádách reprezentovala Polsko, po druhé světové válce však zůstala v USA. Roku 1947 získala americké občanství, užívala pak jméno Stella Walsh. Roku 1980 se stala obětí loupežného přepadení, na jehož následky zemřela. Při následné pitvě lékaři objevili, že Walasiewiczová měla i mužské pohlavní orgány, což vzbudilo diskuse, zda by jí neměly být odebrány medaile z ženských soutěží. To se nestalo, nicméně její případ bývá často uváděn jako argument pro nutnost vyšetřit pohlaví sportovců.